# Liste der ökumenischen Konzilien

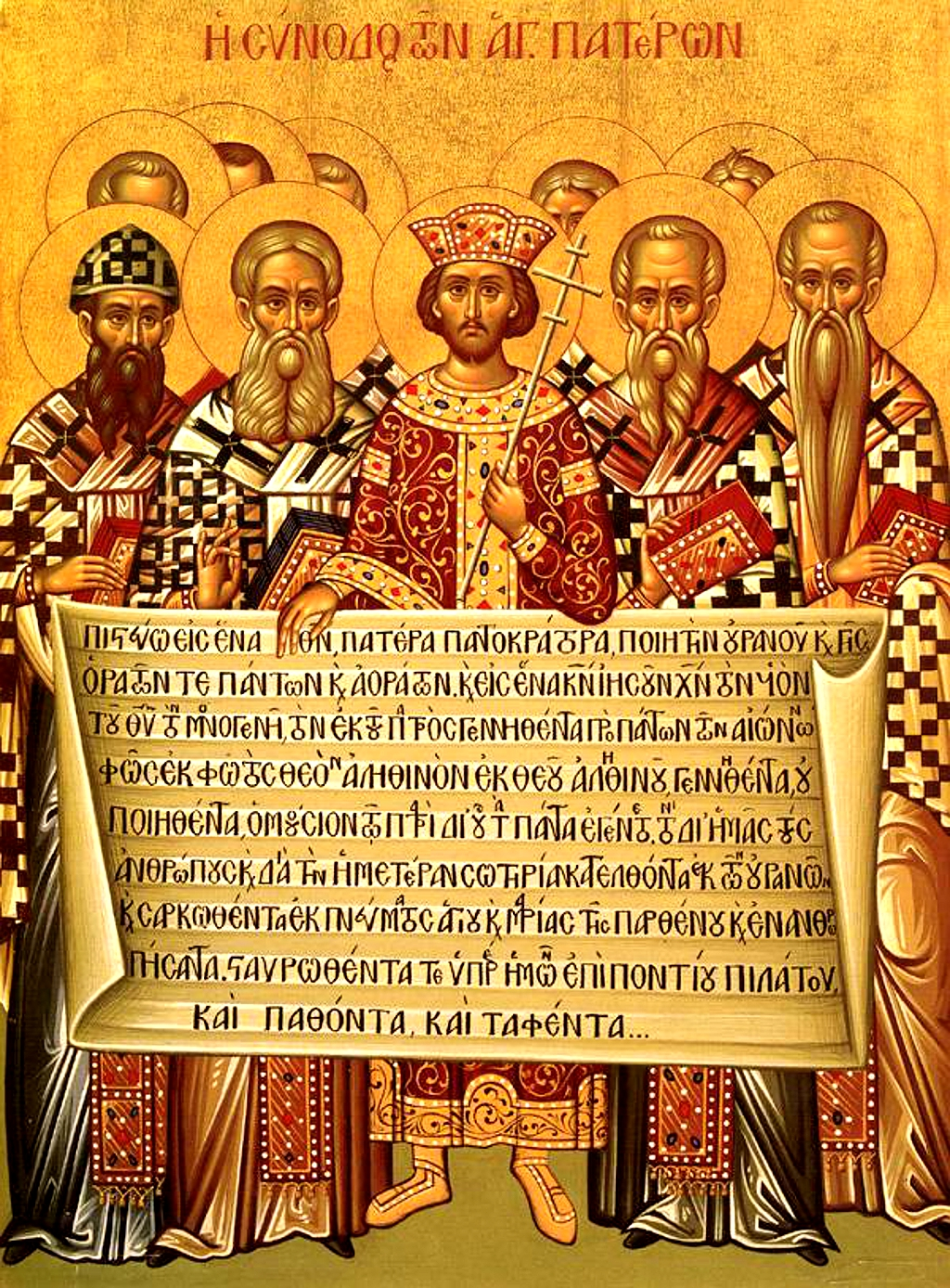
Erstes Konzil von Nicäa (325): Kaiser Konstantin entrollt den Text des Nicäno-Konstantinopolitanum, wie es auf dem ersten Konzil von Konstantinopel (381) umformuliert wurde, mit Ausnahme des ersten Wortes, von πιστεύομεν zu πιστεύω geändert, wie in der Liturgie.

Diese Liste der ökumenischen Konzilien führt die allgemein anerkannten Konzilien auf. Ökumenisch (griechisch: οἰκουμένη oikoumene „die (ganze) bewohnte (sc. Erde)“, „Erdkreis“) bedeutet in diesem Sinne eine weltweite Annahme der Konzilsbeschlüsse.
Die allgemein anerkannten ökumenischen Konzilien sind von den orthodoxen Kirchen und der römisch-katholischen Kirche akzeptiert. Die evangelischen Kirchen haben im Allgemeinen keine feste Liste anerkannter Konzilien, erkennen aber die Ergebnisse der ersten vier Konzilien aus den ersten fünf Jahrhunderten an.
Weiter verzeichnet diese Liste die Konzilien der römisch-katholischen Kirche, die nicht mehr von Seiten der orthodoxen Kirche rezipiert wurden. Da sie Geltung für die gesamte weltumspannende römisch-katholische Kirche haben, werden auch diese ökumenische Konzilien genannt.
Die orientalisch-orthodoxen Kirchen erkennen nur die Konzilien bis Ephesus an.

## Allgemein anerkannte ökumenische Konzilien
| Jahr | Ort                | Themen                                                            | Personen                                                                               | Beschlüsse/Folgen |
| ---- | ------------------ | ----------------------------------------------------------------- | -------------------------------------------------------------------------------------- | --- |
| 325  | Nicäa I            | Trinität, Gottheit Christi, Arianismus bzw. arianischer Streit    | Eusebius von Nikomedia Eusebius von Caesarea Alexander von Alexandria Athanasius Arius | Bekenntnis von Nicäa: Wesensgleichheit von Gottvater und Sohn (ὁμοούσιος (homoousios)), Regelung des Osterdatums                                                            |
| 381  | Konstantinopel I   | Trinität, Gottheit des Hl. Geistes, arianischer Streit            | Gregor von Nazianz Gregor von Nyssa                                                    | Nicäno-Konstantinopolitanum: „wahrer Gott von wahrem Gott“ |
| 431  | Ephesos            | Christologie, Christus nur eine Person, Maria als Gottesgebärerin | Cyrill Nestorius Coelestin I. Ibas von Edessa                                          | Verurteilung des Nestorianismus, Abspaltung der Assyrischen Kirche des Ostens                                                                                               |
| 451  | Chalcedon          | Christologie                                                      | Eutyches Flavian Dioskoros Leo der Große                                               | Zwei-Naturen-Lehre: Jesus ist „wahrhaft Gott und wahrhaft Mensch“ und zwar „unvermischt und unverändert, ungeteilt und ungetrennt“ Abspaltung der altorientalischen Kirchen |
| 553  | Konstantinopel II  | Dreikapitelstreit, evtl. Origenismusstreit                        | Vigilius Justinian I.                                                                  | Verurteilung der Drei Kapitel |
| 680  | Konstantinopel III | monotheletischer Streit                                           | Maximus Confessor Agatho Konstantin I.                                                 | Abspaltung der Maroniten |
| 787  | Nicäa II           | Byzantinischer Bilderstreit                                       | Leo III. Irene Hadrian I.                                                              | Ikonenverehrung unter gewissen Bedingungen als rechtgläubig anerkannt |

## Weitere ökumenische Konzilien der orthodoxen Kirchen
| Jahr         | Ort                                                                  | Themen                | Personen      |
| ------------ | -------------------------------------------------------------------- | --------------------- | ------------- |
| 691 oder 692 | Quinisextum                                                          | Kirchendisziplin      | Justinian II. |
| 879/880      | Konstantinopel IV (879/880) (nur teilweise als ökumenisch anerkannt) | Photios I., Bulgarien | Photios I.    |

## Weitere ökumenische Konzilien der katholischen Kirche
| Jahr      | Ort                              | Themen | Personen |
| --------- | -------------------------------- | --- | --- |
| 869       | Konstantinopel IV (869/870)      | Photius | Nikolaus I. Photios I. |
| 1123      | Lateran I                        | Investiturstreit, Kreuzzug | Calixt II. |
| 1139      | Lateran II                       | Arnold von Brescia | Innozenz II. |
| 1179      | Lateran III                      | Albigenser, Waldenser | Alexander III. |
| 1215      | Lateran IV                       | Kreuzzug, Umgang mit Häretikern Ehehindernisse, kirchliche Trauung Schisma, Analogienlehre Transsubstantiation | Innozenz III. Dominikus |
| 1245      | Lyon I                           | Friedrich II., Kreuzzug | Innozenz IV. Balduin II. Ludwig der Heilige |
| 1274      | Lyon II                          | Unionskonzil, d. h. versuchte Versöhnung der katholischen mit der östlich-orthodoxen Kirche: Zwei Streitpunkte waren das poenis purgatoriae/purgatorium, das im Konzil zum ersten Mal lehramtlich genannt wurde und das Hervorgehen des Heiligen Geistes vom Vater und vom Sohn (Filioque).                                                                                     | Gregor X. Bonaventura |
| 1311–1313 | Konzil von Vienne                | Aufhebung des Templerordens, Bestätigung Fronleichnam | Clemens V. Philipp IV. Eduard II. Jakob II. |
| 1414–1418 | Konstanz                         | Jan Hus, Wyclif Konziliarismus Ende des Großen Abendländischen Schismas durch die Wahl Martins V. | Gregor XII. Martin V. Sigismund (HRR) |
| 1431–1449 | Konzil von Basel/Ferrara/Florenz | Religionsfriede mit den Anhängern von Jan Hus Theologische Union mit der griechisch-orthodoxen Kirche, die nicht rezipiert wurde | Eugen IV. Nikolaus Cusanus Bessarion |
| 1512–1517 | Lateran V                        | Reformvorschläge um bischöfliche Macht gegenüber der päpstlichen auszubauen. Das Konzil diente als Zugeständnis gegenüber der konziliaren Bewegung. | Julius II. Leo X. |
| 1545–1563 | Trient                           | Gegenreformation und katholische Reform, Dekret über die Erbsünde, Dekret über die Rechtfertigung (göttliche Gnade und menschliche Kooperation, entgegen dem reformatorischen Prinzip sola gratia), Dekret über die Sakramente, Residenzpflicht für Bischöfe, Einrichtung von Priesterseminaren. Plan zur Erarbeitung eines einheitlichen Messbuches (Missale Romanum von 1570) | Paul III. Julius III. Marcellus II. Paul IV. Pius IV. Karl V. Ferdinand I. Karl Borromäus                                                         |
| 1869–1870 | Vatikan I                        | Unfehlbarkeit und Jurisdiktionsprimat des Papstes | Pius IX. etwa 700 Konzilsväter |
| 1962–1965 | Vatikan II                       | Liturgiereform Dialog mit Andersgläubigen Apostolat der Laien Kirche in der Welt von heute Ekklesiologie Religionsfreiheit | Johannes XXIII. Paul VI. insgesamt etwa 2500 Konzilsväter, sowie 315–450 theologische Berater, darüber hinaus auch Beobachter aus anderen Kirchen |